# Tekstverwerker

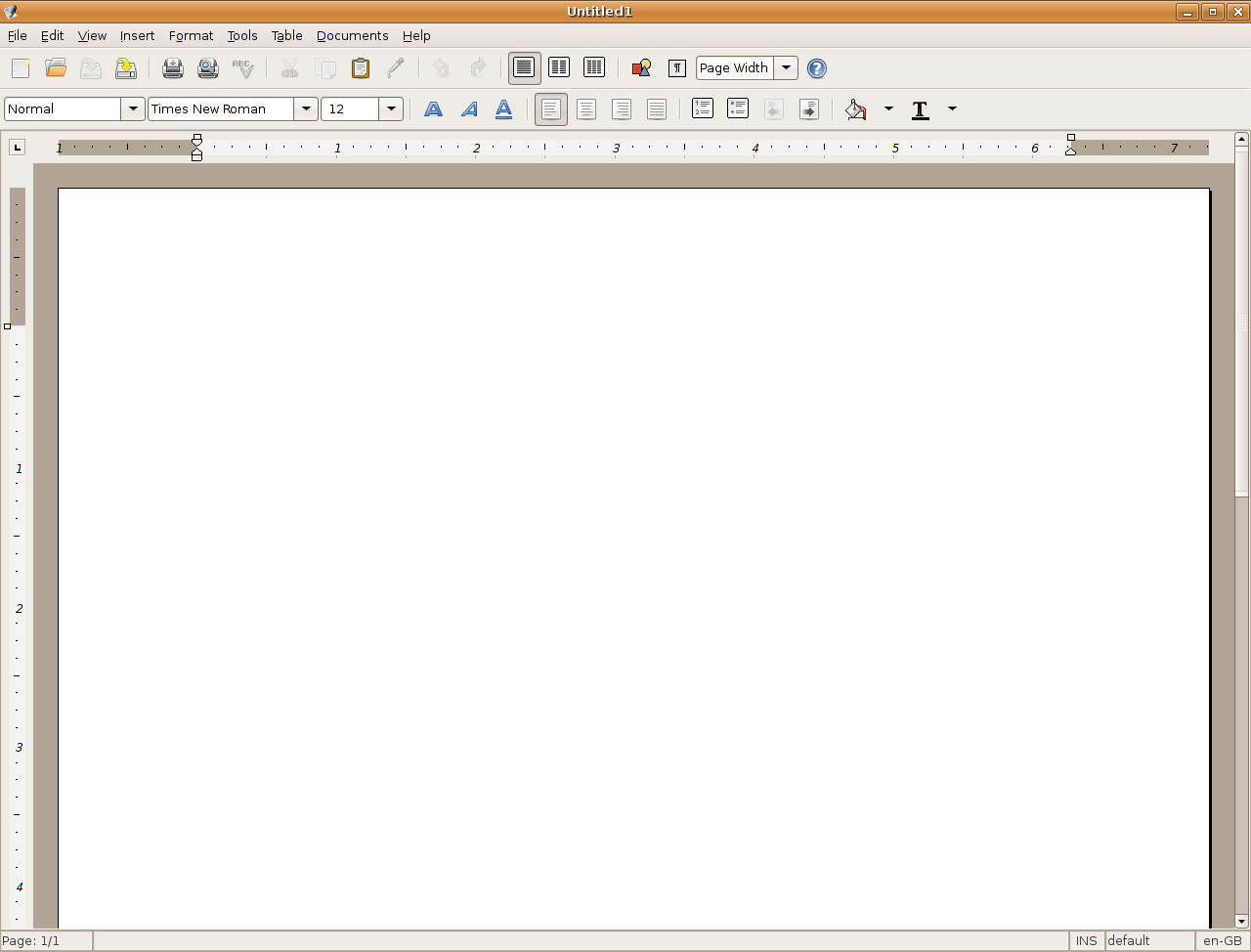
AbiWord

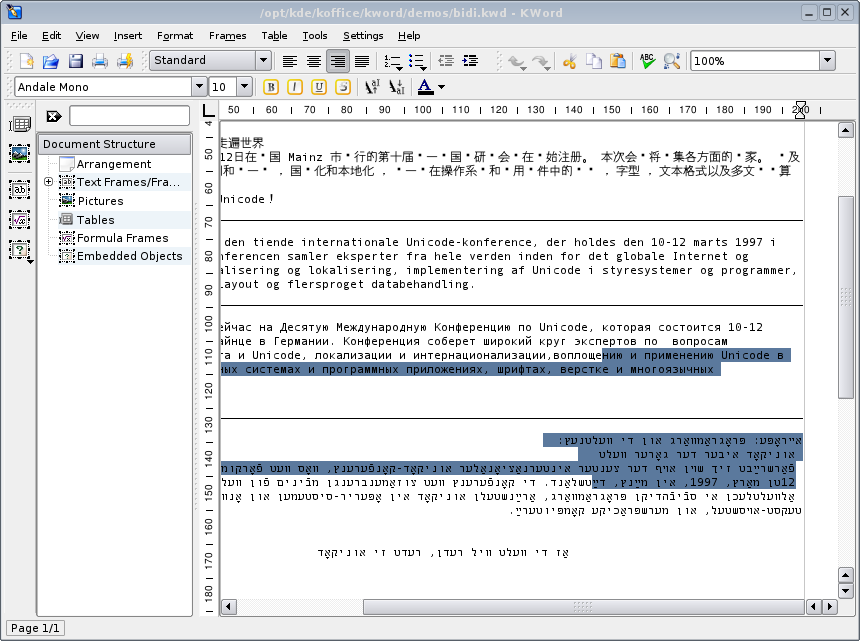
KWord

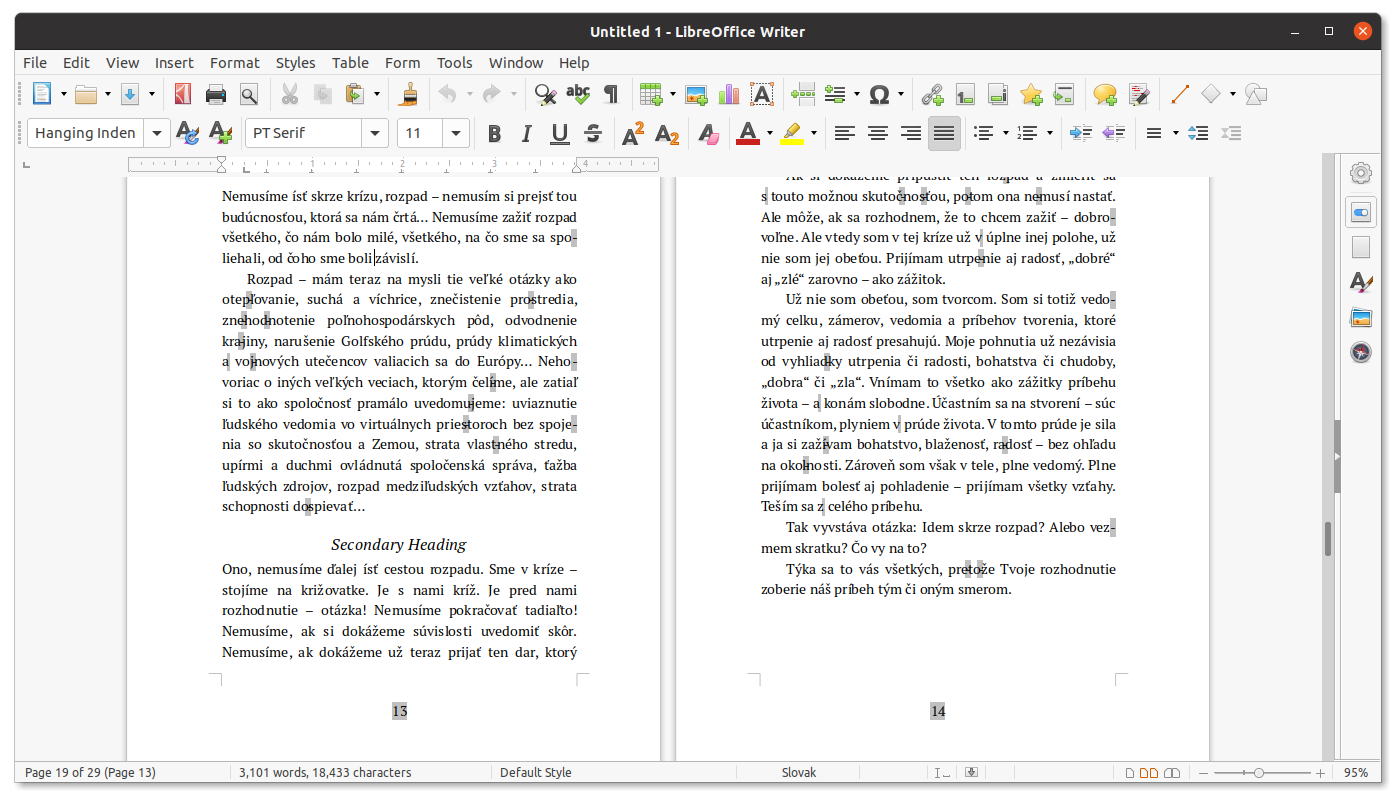
LibreOffice Writer

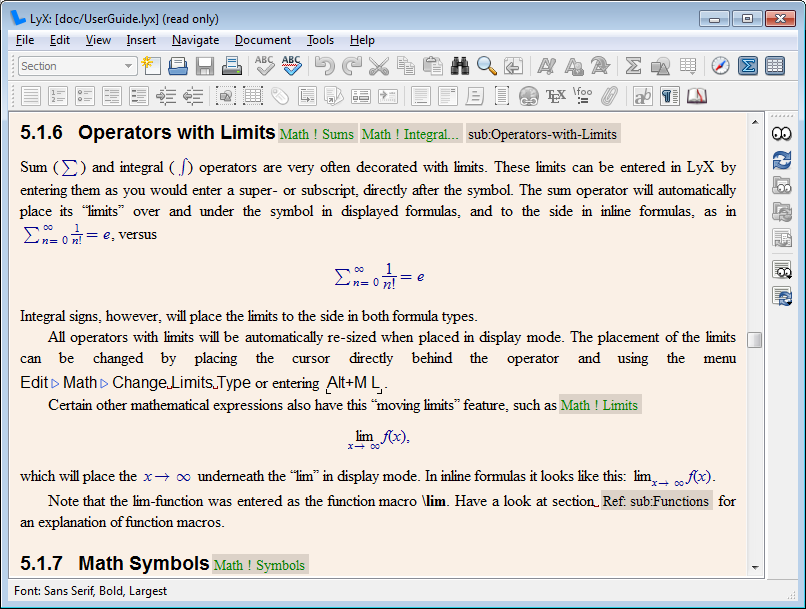
LyX

Een tekstverwerker is een computerprogramma voor het schrijven, bewerken en opmaken van teksten in een natuurlijke taal. Dit in tegenstelling tot een teksteditor, die geen mogelijkheden heeft voor de opmaak van de tekst.

## Mogelijkheden
Een tekstverwerker beschikt minimaal over de mogelijkheid een document uit een bestand in te lezen, in een bestand op te slaan en op een printer af te drukken. Delen van een tekst kunnen worden gewist, ingevoegd of gewijzigd.
Een aantal geavanceerde functies zoals spellingcorrectie en het automatisch bijhouden van voetnoten, eindnoten, inhoudsopgave en indexen werd al vroeg aan tekstverwerkers toegevoegd, maar sindsdien is deze categorie software weinig geëvolueerd. Geavanceerde grammaticacontrole, woordvoorspelling en spraakinvoer komen zelden voor en vaak alleen in pakketten van andere fabrikanten die los moeten worden bijgekocht.
De mogelijkheid die veel tekstverwerkers wel hebben is het snel vervangen van het ene tekstfragment door het andere. Ook zijn er zoekroutines om een bepaald woord, of een bepaalde combinatie van woorden te vinden.
Automatisch nummeren van pagina's, figuren, tabellen is ook gemeengoed geworden in tekstverwerkers.

## Toepassingen
Doorgaans worden tekstverwerkers ook gebruikt om documenten op te maken, alhoewel er ook opmaakprogramma's zijn voor dat specifieke doel — meestal gaat het daarbij om programma's bedoeld om tijdschriften en folders mee te maken, waarbij de opmaak op dat moment belangrijker is dan de inhoud. De tekstverwerker staat daarmee tussen de teksteditor (bijvoorbeeld een programma als Kladblok) en het dtp-programma (zoals FrameMaker) in qua mogelijkheden voor opmaak.
Met de komst van tekstverwerkers die ook opmaakmogelijkheden hadden is het traditionele beroep van secretaresse, dat voorheen vooral bestond uit het typen van brieven, totaal van inhoud veranderd. Alle medewerkers in organisaties houden zich inmiddels bezig met zowel de inhoud, als met de opmaak van hun schriftelijke producten.
Door de opkomst van e-mail in het zakelijk en persoonlijk verkeer worden er echter veel minder brieven geschreven. E-mailprogramma's bevatten in het begin van de eenentwintigste eeuw nog weinig mogelijkheden voor tekstopmaak. Soms worden e-mails verstuurd met HTML-opmaak. De toepassing van HTML vergt echter andere software, hoewel sommige tekstverwerkers in HTML-formaat kunnen exporteren, bijvoorbeeld voor een toepassing op het internet.

## Kantoorsoftware
Samen met bijvoorbeeld spreadsheet-, tekstopmaak- en database-software horen tekstverwerkers tot de zogeheten kantoorsoftware. Vaak worden dit soort programma's door de fabrikant bij elkaar in een geïntegreerd office-pakket geleverd. Dit heeft als groot voordeel dat gegevens uit bijvoorbeeld een spreadsheet gemakkelijk in een tekstdocument kunnen worden geïmporteerd.

## Geschiedenis
IBM bracht in 1964 de IBM MT/ST uit, een typemachine die al een aantal basisfuncties van de latere tekstverwerkers zoals word wrap kende, en die bestanden weg schreef op magneetband. Douglas Engelbart liet in 1968 in zijn Mother of All Demos al een primitieve tekstverwerker zien. Een eerste commerciële tekstverwerker werd uitgebracht door de firma Redactron, deze benodigde echter nog speciale hardware..
In december 1976 kwam de eerste tekstverwerker voor microcomputers op de markt: Electric Pencil. Softwaregebaseerde tekstverwerkers op pc's vervingen geleidelijk de elektronische schrijfmachine. De term tekstverwerker ging verwijzen naar de softwarevarianten. Sommige programma's werden echter specifiek gemaakt voor bepaalde types van hardwareschrijfmachines. Het programma MultiMate was bijvoorbeeld geschreven voor een verzekeringsmaatschappij die honderden typisten in dienst had die gebruikmaakten van Wang-systemen. Deze software werd vervolgens verder verspreid naar andere Wang-klanten.
Andere vroege tekstverwerkingssoftware had sneltoetsen die de gebruiker vanbuiten moest leren via ezelsbruggetjes in plaats van te klikken op knoppen zoals "kopiëren" of "vet". Daarnaast ontbraken bij vroege computers vaak pijltjestoetsen. Dat was de reden dat WordStar de E-S-D-X-toetsen gebruikte voor cursornavigatie.
Het prijsverschil tussen hardwaretekstverwerkers en personal computers werd zo klein dat de toegevoegde waarde van software aan een personal computer de overhand kreeg. Tekstverwerking werd zelfs het meest populaire gebruik van een personal computer. In tegenstelling tot de werkbladsoftware (gedomineerd door Lotus 1-2-3) en de databasesoftware (dBase) werd de tekstverwerkingssoftwaremarkt competitief: WordPerfect, XyWrite, Microsoft Word, pfs:Write en tientallen andere merken concurreerden in de jaren 80.
De periode van midden tot eind jaren 80 werd gekenmerkt door de opkomst van volgende technologieën:
- laserprinters
- een typografische aanpak bij tekstverwerking (opmaak)
- echte wysiwyg-bitmapschermen met meerdere lettertypen (het eerst beschikbaar op de Xerox Alto-computer en de tekstverwerker Bravo)
- PostScript
- grafische gebruikersomgevingen (ook van Xerox PARC met de tekstverwerker Gypsy die gecommercialiseerd werd met de productlijn Xerox Star).

Hardwaretekstverwerkers werden steeds kleiner en vervingen geleidelijk hun CRT-schermen door kleine karaktergeoriënteerde LCD-schermen. Sommige modellen kregen computerachtige functies, zoals ondersteuning voor floppy's en de mogelijkheid om tekst af te drukken met een externe printer. De naam werd gewijzigd van "tekstverwerker" naar "elektronische schrijfmachine" en waren voornamelijk in de onderkant van de markt populair (onder de verkoopprijs van 200 dollar).
Eind jaren 80 en gedurende de jaren 90 was WordPerfect de dominante tekstverwerker.
MacWrite, Microsoft Word en andere tekstverwerkers voor het bitmapscherm van Apple Macintosh uit 1984 waren wellicht de eerste echte wysiwyg-tekstverwerkers die een enorme bekendheid verwierven voor de introductie van Microsoft Windows. Hardwaretekstverwerkers raakten in onbruik en werden uiteindelijk museumstukken.

## Gebruik door schrijvers
De sciencefictionschrijver Jerry Pournelle was in 1977 de eerste schrijver die een boek schreef met behulp van een tekstverwerker (Electric Pencil). Harry Mulisch schreef De ontdekking van de hemel op een computer met een tekstverwerker omdat hij geen zin meer had om 'soms honderden bladzijden te moeten overtypen'.

## Bekende voorbeelden
- AbiWord
- Ami-Pro
- KWord (enkel voor KDE)
- LibreOffice
- OpenOffice.org Writer / StarOffice
- Pages
- Microsoft Office Word (MS Word)
- WordPerfect
- WordStar